# May Britt Våland
May Britt Våland (Sola, Rogaland, 5 d'agost de 1968) va ser una ciclista noruega. Va guanyar quatre cops el campionat nacional en contrarellotge i va aconseguir una medalla de bronze al Campionat del món de Persecució. Va participar als Jocs Olímpics d'Estiu de 1996.
És coneguda també amb el nom de May Britt Hartwell després del seu casament amb el ciclista nord-americà Erin Hartwell.

## Palmarès en ruta
- 1989
  -  Campiona de Noruega en contrarellotge
- 1990
  -  Campiona de Noruega en contrarellotge
- 1994
  -  Campiona de Noruega en contrarellotge
  -  Campiona de Noruega en contrarellotge per equips
- 1995
  -  Campiona de Noruega en contrarellotge

## Palmarès en pista
- 1986
  -  Campiona de Noruega en persecució
- 1987
  -  Campiona de Noruega en persecució
- 1989
  -  Campiona de Noruega en persecució
  -  Campiona de Noruega en quilòmetre
- 1990
  -  Campiona de Noruega en persecució
- 1991
  -  Campiona de Noruega en persecució
- 1992
  -  Campiona de Noruega en persecució